# Kanika Tekriwal
Kanika Tekriwal é uma empreendedora indiana que atua como CEO da JetsetGo. Ela é a mulher mais rica  mais jovem da Índia. Ela fundou a primeira organização de leasing de aeronaves da Índia.

## Vida pessoal
Ela nasceu em uma família Marwari. Ela estudou na Lawrence School, Lovedale e depois fez sua metade dos estudos na Jawaharlal Nehru Senior Secondary School de Bopal, cidade natal de seus pais, e se formou na Coventry University.
Em 2012, ela fundou a JetsetGo, primeira organização de leasing de aeronaves da Índia.  Ela possui 10 jatos particulares. Sua empresa atende 100.000 passageiros e já operou 6.000 voos.
Ela é uma das jovens mais ricas da lista dos ricos de Hurun. Seu patrimônio líquido é de 420 milhões.
No início dos anos 2020, ela foi diagnosticada com câncer.

## Prêmios e honrarias
- BBC 100 Mulheres[14][15]
- Forbes 30 abaixo de 30[16]
- Mulheres transformando a Índia pelas Nações Unidas[17][18]
- Prêmio Nacional de Empreendedorismo do Governo da Índia[19]
- Jovens Líderes Globais pelo Fórum Econômico Mundial[20][21]
- Felicitado durante um evento do Ministério da Aviação Civil, Governo da Índia[22]
- Obteve o título de "The Sky Queen" pelo Empreendedor[23]